# لیگ ۱ ۲۵–۲۰۲۴
لیگ ۱ ۲۴–۲۰۲۳ که به دلایل حمایت مالی با نام لیگ ۱ مک دونالد نیز شناخته می‌شود، هشتاد و هفتمین فصل لیگ ۱ به عنوان رقابت‌های برتر فوتبال در فرانسه است. این مسابقات در ۱۶ اوت ۲۰۲۴ آغاز شده و در ۱۷ مه ۲۰۲۵ به پایان رسید و باشگاه فوتبال پاری سن ژرمن به قهرمانی این مسابقات دست یافت. همچنین مسابقات پلی‌آف سقوط نیز در ۲۱ و ۲۹ مه ۲۰۲۵ برگزار شده است.

## جدول مسابقات
| رتبه | تیم                            | بازی | برد | مساوی | باخت | گل زده | گل خورده | گل تفاضل | امتیاز | صعود یا سقوط                       |
| ---- | ------------------------------ | ---- | --- | ----- | ---- | ------ | -------- | -------- | ------ | ---------------------------------- |
| ۱    | باشگاه فوتبال پاری سن-ژرمن (C) | ۳۴   | ۲۶  | ۶     | ۲    | ۹۲     | ۳۵       | ۵۷+      | ۸۴     | صعود به لیگ قهرمانان اروپا ۲۶–۲۰۲۵ |
| ۲    | باشگاه فوتبال المپیک مارسی     | ۳۴   | ۲۰  | ۵     | ۹    | ۷۴     | ۴۷       | ۲۷+      | ۶۵     | صعود به لیگ قهرمانان اروپا ۲۶–۲۰۲۵ |
| ۳    | باشگاه فوتبال آ.اس. موناکو     | ۳۴   | ۱۸  | ۷     | ۹    | ۶۳     | ۴۱       | ۲۲+      | ۶۱     | صعود به لیگ قهرمانان اروپا ۲۶–۲۰۲۵ |
| ۴    | باشگاه فوتبال نیس              | ۳۴   | ۱۷  | ۹     | ۸    | ۶۶     | ۴۱       | ۲۵+      | ۶۰     | صعود به لیگ قهرمانان اروپا ۲۶–۲۰۲۵ |
| ۵    | باشگاه فوتبال لیل              | ۳۴   | ۱۷  | ۹     | ۸    | ۵۲     | ۳۶       | ۱۶+      | ۶۰     | صعود به لیگ اروپا ۲۶–۲۰۲۵          |
| ۶    | باشگاه فوتبال المپیک لیون      | ۳۴   | ۱۷  | ۶     | ۱۱   | ۶۵     | ۴۶       | ۱۹+      | ۵۷     | صعود به لیگ اروپا ۲۶–۲۰۲۵          |
| ۷    | باشگاه فوتبال استراسبورگ       | ۳۴   | ۱۶  | ۹     | ۹    | ۵۶     | ۴۴       | ۱۲+      | ۵۷     | صعود به لیگ کنفرانس یوفا ۲۶–۲۰۲۵   |
| ۸    | باشگاه فوتبال لانس             | ۳۴   | ۱۵  | ۷     | ۱۲   | ۴۲     | ۳۹       | ۳+       | ۵۲     |                                    |
| ۹    | باشگاه فوتبال استاد برستوا ۲۹  | ۳۴   | ۱۵  | ۵     | ۱۴   | ۵۲     | ۵۹       | ۷−       | ۵۰     |                                    |
| ۱۰   | باشگاه فوتبال تولوز            | ۳۴   | ۱۱  | ۹     | ۱۴   | ۴۴     | ۴۳       | ۱+       | ۴۲     |                                    |
| ۱۱   | باشگاه فوتبال اوسر             | ۳۴   | ۱۱  | ۹     | ۱۴   | ۴۸     | ۵۱       | ۳−       | ۴۲     |                                    |
| ۱۲   | باشگاه فوتبال رن               | ۳۴   | ۱۳  | ۲     | ۱۹   | ۵۱     | ۵۰       | ۱+       | ۴۱     |                                    |
| ۱۳   | باشگاه فوتبال نانت             | ۳۴   | ۸   | ۱۲    | ۱۴   | ۳۹     | ۵۲       | ۱۳−      | ۳۶     |                                    |
| ۱۴   | باشگاه فوتبال آنژه             | ۳۴   | ۱۰  | ۶     | ۱۸   | ۳۲     | ۵۳       | ۲۱−      | ۳۶     |                                    |
| ۱۵   | باشگاه فوتبال لو آور           | ۳۴   | ۱۰  | ۴     | ۲۰   | ۴۰     | ۷۱       | ۳۱−      | ۳۴     |                                    |
| ۱۶   | باشگاه فوتبال استاد رنس (R)    | ۳۴   | ۸   | ۹     | ۱۷   | ۳۳     | ۴۷       | ۱۴−      | ۳۳     | مرحله پلی‌آف                        |
| ۱۷   | باشگاه فوتبال سن-اتین (R)      | ۳۴   | ۸   | ۶     | ۲۰   | ۳۹     | ۷۷       | ۳۸−      | ۳۰     | سقوط به لیگ ۲                      |
| ۱۸   | باشگاه ورزشی مون‌پلیه (R)       | ۳۴   | ۴   | ۴     | ۲۶   | ۲۳     | ۷۹       | ۵۶−      | ۱۶     | سقوط به لیگ ۲                      |

1. 1 2  Since the 2024–25 Coupe de France winners, باشگاه فوتبال پاری سن-ژرمن, qualified for the Champions League via league position, the Europa League berth awarded to the cup winners was passed to the sixth-placed team and the Conference League berth was passed to the seventh-placed team.